# Alexandre Martins Pamplona Corte Real
Alexandre Martins Pamplona Corte Real (Angra, 4 de novembro de 1768 — Angra do Heroísmo, 17 de janeiro de 1856) foi um grande proprietário e político que se destacou durante o período inicial da implantação do regime liberal nos Açores e durante a Guerra Civil Portuguesa.

## Biografia
Fez parte da vereação da Câmara Municipal de Angra do Heroísmo de 1820, prestando juramento à constituição.
Em 1823 foi juiz ordinário em Angra do Heroísmo, lugar que exerceu com superior competência, e concorrendo muito para salvar os liberais da perseguição dos absolutistas.
No auto lavrado no memorável 22 de Junho de 1828 foi o primeiro signatário, depois da respectiva vereação.
Em Outubro de 1828 foi nomeado pela Junta Provisória secretário de estado dos negócios eclesiásticos e de justiça, lugar que desempenhou até 22 de Junho de 1829, em que chegou o Conde de Vila Flor.
Este grande liberal era irmão de  Manuel Inácio Martins Pamplona Côrte-Real, o 1.º Conde de Subserra.
Foi filho de André Diogo Martins Pamplona Corte Real, 8.° senhor do morgado da Salga na ilha Terceira, e de D. Josefa Jacinta Merens e Távora.